# Albertus Johannes Roux van Rhijn
Pour les articles homonymes, voir Van Rhijn.
Albertus Johannes Roux van Rhijn (en afrikaans : Albertus Johannes Roux van Rhyn), né le 7 juillet 1890 à Vanrhynsdorp, colonie du Cap, et mort le 30 décembre 1971 à Bloemfontein en Afrique du Sud, est un homme politique sud-africain, membre des gouvernements de Daniel François Malan et de Johannes Strijdom, de 1953 à 1958, en tant que ministre de la Santé (1953-1954), des Mines (1953-1958) et des Affaires économiques (1954-1958).
Éditorialiste, rédacteur en chef de Volksblad de 1925 à 1948, il est successivement député de Betlehem (1948-1951), administrateur du Sud-Ouest africain (1951-1953), député de Vasco (1953-1958) puis de Windhoek (1958). Il termine sa carrière en tant que haut-commissaire d'Afrique du Sud à Londres (1958-1960).

## Biographie

### Origine et formation
Albertus Johannes Roux van Rhijn est le fils de Gerhardus Petrus van Rhyn et de sa femme, Aletta Roux.  
Après ses études au lycée de Wellington (1907) et au collège Victoria à Stellenbosch (1910), A.J.R.van Rhijn part en Allemagne (1911) pour poursuivre des études supérieures en chimie et géologie. 
Diplômé de l'université de Francfort en Allemagne, il revient en Afrique du Sud au déclenchement de la Première Guerre mondiale.
Durant son voyage retour, il rencontre Helene de Villiers, future auteur de nouvelles en afrikaans, qu'il épouse en 1917.
Directeur-adjoint du lycée de Calvinia et chargé de cours en chimie à l'université de Stellenbosch, A.J.R.van Rhijn retourne en Allemagne en 1921 où obtient un Ph.D. en chimie cum laude à l'université de Francfort. Il est alors l'un des premiers Sud-Africains à étudier la radioactivité et les sciences nucléaires. 

### Activité professionnelle
De retour en Afrique du Sud, il devient directeur du lycée de Calvinia où son traitement philanthropique de l'éducation est apprécié des apprenants et des parents. Ses performances reconnue en tant que directeur l'amènent à la présidence du syndicat des enseignants (South African Teachers 'Union) en 1925.

### Activités politiques
En 1925, il renonce à des postes de haut niveau dans l'enseignement pour se tourner vers le journalisme et devient rédacteur en chef du quotidien nationaliste afrikaans Volksblad à Bloemfontein. A ce poste, il contribue à augmenter le chiffre de tirage du journal et sous sa direction éditoriale pendant plus de 20 ans, Die Volksblad joue un rôle décisif pour faire de l'État libre un bastion politique du parti national et pour reconstruire le parti à la suite de la scission de 1934 (création du parti uni sous la direction d'Hertzog, l'ancien chef du parti nationaliste afrikaner). Dans ses éditoriaux, Albertus Johannes Roux van Rhijn endosse vigoureusement la position des dirigeants du Parti national (NP), pour contrer le parti sud-africain, tout en gardant une certaine indépendance et une position critique. Ainsi, en décembre 1927, il critique le compromis du premier ministre nationaliste, James Barry Hertzog, concernant le choix du drapeau national et s'oppose à la politique du NP de maintenir l'étalon-or au milieu de la Grande Dépression. Il lui arrive de soutenir des positions auxquelles il n'est pas a priori favorable au nom de l'unité du peuple afrikaner. Ainsi, bien que républicain, il soutient les négociations qui aboutirent à la Déclaration Balfour de 1926 et au Statut de Westminster de 1931 et le virage de Hertzog en faveur du statu quo institutionnel. 
Lors des élections générales sud-africaines de 1929, il tente de se faire élire à Edenburg sous les couleurs du parti national mais il est battu. De même en 1933 dans le Namaqualand.
Opposé à la coalition avec le parti sud-africain puis à la création du parti uni, il rompt en 1934 avec Hertzog et soutient le Parti national purifié. Après la déclaration de guerre en septembre 1939, Van Rhyn adopte cependant une attitude plus conciliante envers Hertzog (qui avait défendu la neutralité et avait été mis en minorité au sein du parti uni et du parlement) dans ses éditoriaux du Volksblad. L'échec des négociations entre Hertzog et le Parti national réunifié de Daniel François Malan le déçoit profondément. 
Le 1er février 1944, il démissionne provisoirement de son poste de rédacteur en chef pour collecter des fonds en faveur HNP. 
En 1948, A.J.R.van Rhijn est élu député de Bethlehem. Au parlement (Volksraad), il est l'un des principaux orateurs sur l'éducation ainsi que sur les questions financières. L'une de ses premières interventions consistent à élever le Collège universitaire de l'État libre d'Orange au rang d'université indépendante en 1950. 
Le 15 août 1951, A.J.R.van Rhijn quitte le parlement à la suite de sa nomination au poste d'administrateur du Sud-Ouest africain où, sous sa direction, durant ses 2 années de présence, les relations avec les germanophones s'améliorent. 
Le 1er décembre 1953, lors d'une élection partielle, il est élu député de Vasco (circonscription urbaine située au nord de la ville du Cap) et entre au gouvernement sud-africain où il est successivement ministre de la Santé (1953-1954), des Mines (1953-1958) et des Affaires économiques (1954-1958). En tant que ministre, il élabore notamment la  législation sur la pneumoconiose et fonde la Sasol. 
Chef du national en Afrique du Sud-Ouest, il est élu député de Windhoek lors des élections générales sud-africaines de 1958. Il siège peu de temps car il est nommé par Hendrik Verwoerd pour être haut-commissaire d'Afrique du Sud à Londres, fonction qu'il occupe de décembre 1958 à 1960, période durant laquelle il parvient à créer, dans un contexte tendu, de bonnes relations avec Sir Alec Douglas-Home.

### Autres engagements
Van Rhyn a été membre du comité du mémorial du monument aux femmes à Bloemfontein, de la Commission sur le Musée de la guerre des Boers, du conseil d'administration du Musée national de Bloemfontein et l'un des orateurs lors de la fondation de la Fédération des organisations culturelles afrikaans en décembre 1929. Plus tard, il est devenu membre de l'Académie sud-africaine des sciences et des arts. Il a également siégé au conseil d'administration du Collège universitaire de l'État libre d'Orange, a été membre du conseil d'administration de l'Université d'Afrique du Sud (1947 à 1957) et vice-chancelier de cette université.
Il fut également président du conseil d'administration de Sasbank et de la Spes Bona Bank, l'un des administrateurs de l'Union Castle Shipping Company, a siégé au conseil d'administration du Metallurgic Super-Advisory Board et au conseil d'administration des industries de la pêche et de la Colored Development Corporation.
À la radio, il s'est fait un nom avec l'émission "Oom Andries-verhale" dont il était le créateur. 

## Postérité des van Rhyn
La ville de Vanrhynsdorp a été nommée d'après Petrus Benjamin van Rhyn, le grand-père paternel d'Albertus Johannes Roux van Rhijn, ayant été aménagée sur les terres de sa ferme.

## Sources
- South African Panorama, South African Information Service, 1958
- Maurice Boucher, Spes in Arduis: a history of the University of South Africa, Université d'Afrique du Sud, 1973, p. 246